# Ctenotus vertebralis
Ctenotus vertebralis là một loài thằn lằn trong họ Scincidae. Loài này được Rankin & Gillam mô tả khoa học đầu tiên năm 1979.